# NGC 7242
NGC 7242 est une vaste galaxie elliptique située dans la constellation du Lézard. Sa vitesse par rapport au fond diffus cosmologique est de 5 672 ± 60 km/s, ce qui correspond à une distance de Hubble de 83,7 ± 6,0 Mpc (∼273 millions d'al). NGC 7242 a été découverte par français Auguste Voigt en 1865.
En raison d'une brillance de surface égale à 14,68 mag/am2, on peut qualifier NGC 7242 de galaxie à faible brillance de surface (LSB en anglais pour low surface brightness). Les galaxies LSB sont des galaxies diffuses (D) avec une brillance de surface inférieure de moins d'une magnitude à celle du ciel nocturne ambiant.
À ce jour, trois mesures non basées sur le décalage vers le rouge (redshift) donnent une distance de 71,467 ± 22,441 Mpc (∼233 millions d'al), ce qui est à l'intérieur des valeurs de la distance de Hubble. Notons cependant que c'est avec la valeur moyenne des mesures indépendantes, lorsqu'elles existent, que la base de données NASA/IPAC calcule le diamètre d'une galaxie et qu'en conséquence le diamètre de NGC 7242 pourrait être d'environ 54,0 kpc (∼176 000 al) si on utilisait la distance de Hubble pour le calculer.

## Supernova
La supernova SN 2001ib a été découverte dans NGC 7242 le 7 décembre 2001 par les astronomes amateurs britannique Mark Armstrong et Ron Arbour. Cette supernova était de type Ia et sa magnitude au moment de sa découverte était de 15,3.